# إتش بي غاندي
إتش بي غاندي (بالإنجليزية: H. P. Gandhi)‏ هو عالم نبات هندي، ولد في 20 أغسطس 1920 في راجستان في الهند، وتوفي في 5 يونيو 2008 في جوناغاد في الهند.